# Presseck
Presseck – gmina targowa w Niemczech, w kraju związkowym Bawaria, w rejencji Górna Frankonia, w regionie Oberfranken-Ost, w powiecie Kulmbach. Leży w Lesie Frankońskim.
Gmina położona jest 15 km na północny wschód od Kulmbach, 27 km na południowy zachód od Hof i 32 km na północny zachód od Bayreuth.

## Dzielnice
W skład gminy wchodzą następujące dzielnice: 
| - Altenreuth - Birken - Braunersreuth - Breiteneben - Elbersreuth - Elbersreuthermühle - Eulenburg - Fels - Haid - Heinersreuth - Katzengraben - Köstenberg - Kreuzknock - Kunreuth | - Neumühle - Oberehesberg - Ochsengarten - Papiermühle - Petersmühle - Pinzenhof - Premeusel - Presseck - Reichenbach - Rützenreuth - Schafhaus - Schafhof - Schlackenmühle - Schlackenreuth | - Schlopp - Schmölz - Schnebes - Schöndorf - Schübelsmühle - Seubetenreuth - Spitzberg - Teichmühle - Trottenreuth - Unterehesberg - Waffenhammer - Wahl - Wartenfels - Wildenstein - Wustuben |